# Félix Unden
Félix Unden (Lussemburgo, 15 gennaio 1902 – 7 luglio 1989) è stato un pallanuotista lussemburghese, che ha partecipato alle Olimpiadi estive di Amsterdam 1928.